# Cañón K (E) Schwerer Gustav

Comparación de dimensiones entre el supercañon Dora y un OTR-21 Tochka.

El cañón K (E) Schwerer Gustav, también conocido Gustav Gerät (el primer cañón, construido y utilizado) o como Dora Gerät (el segundo construido, que nunca entraría en servicio), fue un inmenso cañón ferroviario de largo alcance, con un calibre de 800 mm. Construido en Essen (Alemania), fue utilizado durante la Segunda Guerra Mundial contra las fortificaciones de la ciudad de Sebastopol, en la península de Crimea. Hasta el día de hoy, es la pieza de artillería más grande que se ha construido en la historia.

## Características y dotación
La unidad E 642 o Schwerer Gustav tuvo una vida operativa de 13 días, durante los cuales disparó un total de 48 proyectiles. Necesitó un convoy ferroviario de 25 vagones para ser transportado hasta el Istmo de Perekop, a donde llegó a principios de marzo de 1942. Allí quedó sin entrar en acción mientras se construía una línea férrea hasta el punto donde se montaría, a 16 kilómetros al norte de Sebastopol. También hubo que levantar grúas especiales para montarlo. En total fueron necesarias cinco semanas y 4.000 hombres para montar el cañón. La instalación comenzó a primeros de mayo y hasta el 5 de junio no estuvo preparado para abrir fuego.
La cantidad de mano de obra necesaria para ensamblar el “Gustav” era ingente. Tenía un destacamento de 1.420 hombres al mando de un coronel. Este disponía de su propio cuartel general y personal de planificación. La dotación principal era de alrededor de 500 hombres, la mayoría de ellos necesarios para el complicado proceso de mantenimiento y manejo de la munición. El resto del personal estaba formado por varias unidades auxiliares, incluyendo una de inteligencia para determinar qué objetivos debían bombardearse. Otras tropas formaban parte de los dos batallones de artillería antiaérea ligera, que siempre acompañaban al cañón cuando viajaba y que se encargaban además de algunas tareas de ensamblaje. Una vez que el cañón estaba en posición, estos batallones antiaéreos defendían la pieza de ataques aéreos. Dos compañías patrullaban el perímetro de la posición (en una ocasión, estas compañías fueron rumanas), y en todo momento había un pequeño grupo de ingenieros civiles de Krupp que trataban los aspectos técnicos del cañón e instruían a los soldados. Las tropas ferroviarias y el personal administrativo completaban la dotación.
Llevaba entre tres y seis semanas el ensamblar el cañón con la ayuda de las dos grúas puente de 10 t, que habían sido diseñadas especialmente para la tarea. Hay que recordar que se ordenó la construcción de tres piezas, de las cuales se terminaron dos y solo una entró en acción: la denominada "Gustav", durante el Sitio de Sebastopol (1941-1942). Otra, denominada "Dora", fue enviada a Stalingrado pero no llegó a entrar nunca en acción.

### Construcción y objetivos
El cañón 80 cm K (E) entró en acción tan sólo en una ocasión. Fue concebido originalmente para destruir los fuertes de la línea Maginot, pero cuando comenzó la Campaña Occidental en 1940, el “Dora” no había superado la fase de pruebas y estaba todavía en los talleres de Krupp en Essen. De este modo, cuando el equipo de 8 dm había completado las pruebas del cañón en Hillersleben y las demás pruebas del equipo en Rügenwalde, no había nada en qué utilizar el cañón y su dotación. 
Para justificar el esfuerzo de poner el enorme cañón y su séquito en acción, el objetivo potencial tenía que justificar toda la molestia que representaba hacerlo y no había realmente grandes líneas de fortificaciones en Europa con las que enfrentar al gran cañón. Los dos mayores sistemas de fortificaciones, las defensas de los Sudetes y la línea Maginot, estaban ambos en manos alemanas y parecía que el 80 cm K (E) estaba de más incluso antes de haber disparado un solo tiro.
A principios de 1941 apareció un objetivo potencial, Gibraltar. Se planeó asaltar la aislada fortaleza en la boca del Mediterráneo, pero se necesitaba obtener permiso del general Franco para que las tropas alemanas viajaran a través de territorio español a fin de efectuar el ataque. Los planes para el asalto (denominados Operación Félix) llegaron al punto de que tropas paracaidistas y de planeadores alemanas estaban entrenándose antes de que la reunión entre Adolf Hitler y Franco mostrara que el dictador español no estaba dispuesto a que su país se mezclara en un conflicto europeo a gran escala.

### Sitio de Sebastopol

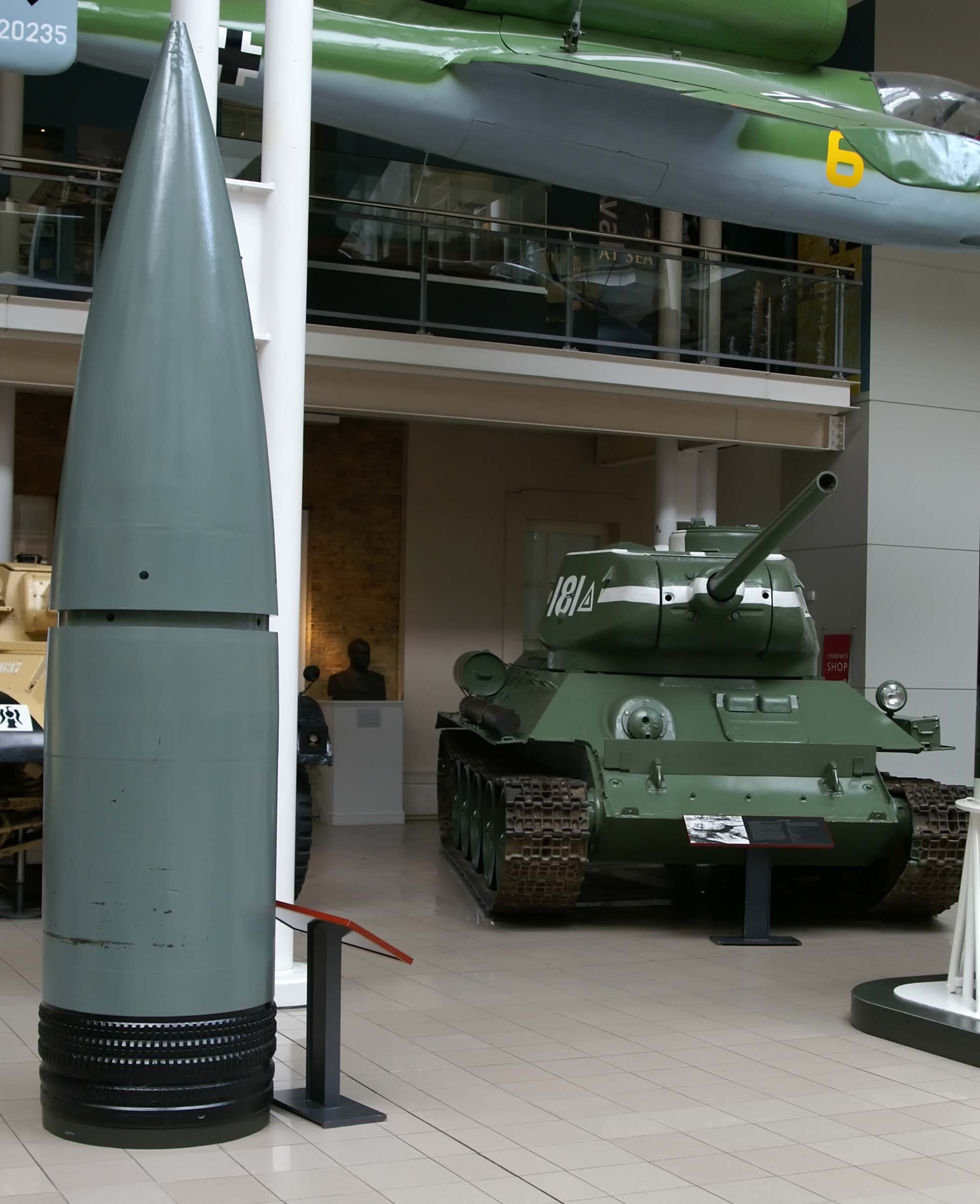
El proyectil del cañón Dora en el Imperial War Museum de Londres. Nótese su escala en comparación al tanque Т-34-85.

La invasión de la Unión Soviética (Operación “Barbarroja”) tuvo lugar durante la segunda mitad de 1941 sin que el “Dora” entrase en acción. Pero a principios de 1942 el avance del ejército alemán se había detenido ante las fuertes defensas de Sebastopol, base de la flota soviética del Mar Negro. Alrededor del perímetro de la ciudad se ubicaba una larga cadena de fuertes, algunos de ellos de la época de la guerra de Crimea de 1854, pero también otros más modernos. Y a la orilla del mar había numerosas baterías de costa de gran calibre.
El 80 cm K (E) fue transportado hasta Crimea por vía férrea. Por delante de él, un pequeño ejército de trabajadores comenzó a preparar la posición de tiro elegida en Bakhchisaray, un pequeño pueblo a las afueras de Sebastopol. Los trabajos en la posición de tiro alcanzaron tal proporción que la playa de vías se extendía a lo largo de 1,2 kilómetros.
El fuego comenzó el 5 de junio de 1942. Cuando se rindió Sebastopol a principios de julio de 1942, se calcula que habían caído en el puerto no menos de 562.944 proyectiles de artillería, la mayoría de ellos procedentes de los obuses y cañones de gran calibre. Y este total no incluye las ruidosas tormentas de cohetes y el añadido de la artillería de campaña de pequeño calibre. Cómo sobrevivieron los civiles de Sebastopol tiene fácil explicación. Simplemente se metieron bajo tierra. La ciudad sabía que iba a ser bombardeada, ya que no sólo habían sido advertidos por sus propias autoridades civiles y políticas, sino que los alemanes les lanzaban constantemente mensajes radiados y propaganda variada sobre el destino que les tenían preparado. Para cuando el bombardeo real comenzó, habían cavado profundos refugios bajo la superficie y en las laderas de canteras y colinas y allí vivieron y permanecieron durante semanas. Un sorprendente número de ellos sobrevivió.
El “Gustav” no fue utilizado contra objetivos civiles. Sus primeros objetivos fueron algunas baterías costeras, que fueron bombardeadas a una distancia de alrededor de 25 kilómetros, y todos los disparos fueron observados por un Fieseler Fi 156 Storch de la Luftwaffe asignado especialmente al cañón. Se requirieron solamente ocho disparos para demoler estos objetivos. Más tarde, aquel mismo día, se hicieron seis disparos más contra la construcción de hormigón conocida como Fuerte Stalin. Al finalizar la jornada era también una ruina y se hicieron los preparativos para el día siguiente. Podría pensarse que catorce disparos al día era un ritmo más bien lento, pero la mejor cadencia de disparo que se podía conseguir era de 1 cada 15 minutos y muy a menudo este intervalo era notablemente mayor. La preparación de cada proyectil y la carga era una tarea considerable y debía ser llevada a cabo en varias etapas, incluyendo la toma de temperatura de cada carga, cálculo preciso de la temperatura del aire y velocidad del viento según la altitud y colocación de la carga en la recámara. El proyectil y la carga debían ser ensambladas de forma precisa y el cañón elevado en el ángulo correcto. Todo esto llevaba su tiempo.
El “Gustav” entró en acción de nuevo el 6 de junio, inicialmente contra el Fuerte Molotov. Siete proyectiles demolieron la estructura y entonces fue el turno del objetivo conocido como el Acantilado Blanco. Este era el punto que debía alcanzarse para poder destruir un depósito de municiones subterráneo bajo la Bahía Severnaya, que estaba clasificado por los soviéticos como indestructible para las armas convencionales. Pero no era invulnerable para el 80 cm K (E), que disparó nueve proyectiles que se abrieron paso a través del mar y de 30 metros de fondo marino, detonando dentro del almacén de munición. Para cuando el “Dora” disparó el noveno proyectil, el depósito era una completa ruina y como remate de la faena, un pequeño barco fue hundido en el proceso.
El día siguiente, 7 de junio, el objetivo fue el Südwestspitze, una fortaleza aislada que iba a ser objeto de un ataque de infantería. Tras siete disparos, el objetivo quedó lo bastante dañado como para permitir el asalto de la infantería, y la dotación del cañón acometió tareas de mantenimiento necesarias que impidieron utilizar el cañón hasta el 11 de junio. Ese día, el Fuerte Siberia fue atacado con otros cinco proyectiles de 800 mm y de nuevo hubo que interrumpir las operaciones hasta el 17 de junio, cuando disparó sus últimos cinco proyectiles contra el Fuerte Máximo Gorki y su batería de costa.
Una vez caída Sebastopol en julio, el dispositivo de asedio fue desmontado y transportado a Alemania para que se le efectuara una revisión completa y un cambio del cañón. Incluyendo los 48 disparados en Crimea, el “Gustav” había disparado alrededor de 250 proyectiles en total, incluyendo pruebas, entrenamiento y demostraciones.
Tras ello se envió a Leningrado. Fue montado a 30 kilómetros al oeste de la ciudad, cerca de la estación de tren de Taysty. Cuando terminó el lento proceso de montaje, la operación fue cancelada y no entró en acción nunca más. Sería destruido al final de la guerra para evitar que cayera en manos del Ejército Rojo, vencedor de la contienda.

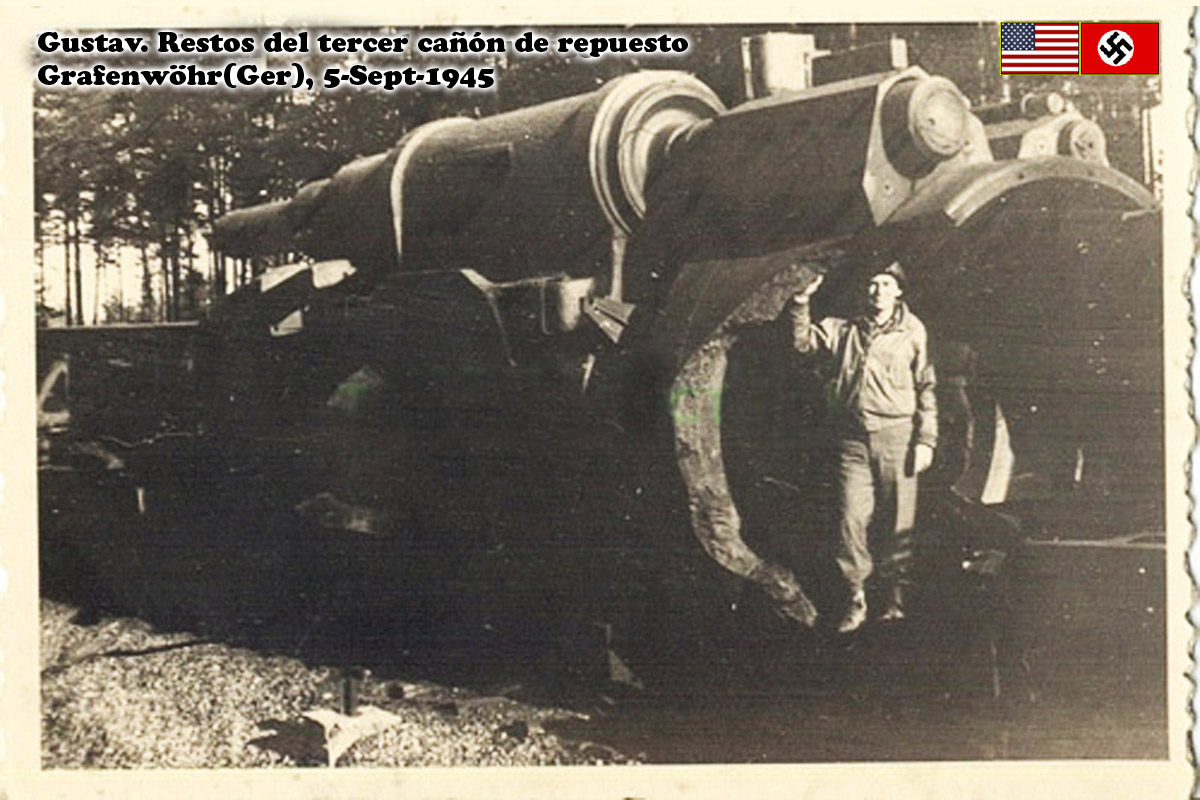
Jul-1949: Grafenwohr(Ger). El Tte.Fred Iovanella en la recámara del cañón que estaba siendo cortado en pedazos para chatarra.

### Dora
Dora fue el segundo cañón de esta serie en producirse. Se llevó a Stalingrado y según algunas fuentes comenzó su emplazamiento a unos 15 kilómetros al oeste de la ciudad en agosto de 1942. Hasta el 13 de septiembre no estaba preparado para entrar en acción. Cuando las fuerzas soviéticas contraatacaron, los alemanes se llevaron el Dora con ellos en su retirada.
Se dice, sin datos fidedignos, que usaron algunas partes en el Alzamiento de Varsovia para bombardear a la resistencia [cita requerida]. Su cañón sí que apareció destruido en un bosque de Auerbach (Alemania), aunque según otras fuentes podría ser un cañón de recambio  para el Gustav. Las tropas americanas nombraron habitualmente al "Gustav" y a sus restos encontrados como "Dora", lo que generó una gran confusión sobre la identificación de los restos. 

### Langer Gustav
Se proyectó un cañón con este nombre, con el que los alemanes pretendían disparar proyectiles de 520 mm de calibre y 680 Kg a una distancia de 180 km, lo que permitiría alcanzar Londres desde Calais. Fue destruido antes de ser completado en uno de los muchos bombardeos de la RAF sobre Essen.

### Un primer cañón, prototipo preliminar, anterior al "Gustav" Gerät".[1]
En algunas fotografías durante las pruebas en Hillersleben (Alemania), aparece el prototipo inicial con diferentes sistemas de elevación, ascensores y cureña. No hay referencias de su destino, si se trató del posterior Langer Gustav, o fue modificado sobre los diseños originales para dar lugar a una de las dos piezas terminadas, el "Gustav" o el "Dora".

### Retirada del servicio activo
El “Dora” fue utilizado en el campo de tiro de Rügenwalde disparando proyectiles de demostración y probando proyectiles anti-fortificación, y en un momento dado se proyectó montar su cañón de 800 mm en un afuste autopropulsado con orugas para que pudiera utilizarse en batallas urbanas. Se invirtió un esfuerzo considerable en la planificación de esta estrafalaria idea antes de abandonarla, aunque no era más impracticable que el proyecto original del 80 cm K (E), que absorbió una inmensa cantidad de hombres y material de todo tipo, todo para disparar 48 proyectiles sobre las anticuadas fortalezas de Crimea.
En mayo de 1945, los componentes del “Dora” estaban dispersos por toda Europa Central. Los transportes ferroviarios habían sido atacados constantemente por aviones aliados y las piezas que todavía estaban intactas fueron destruidas por sus propias dotaciones y abandonadas.

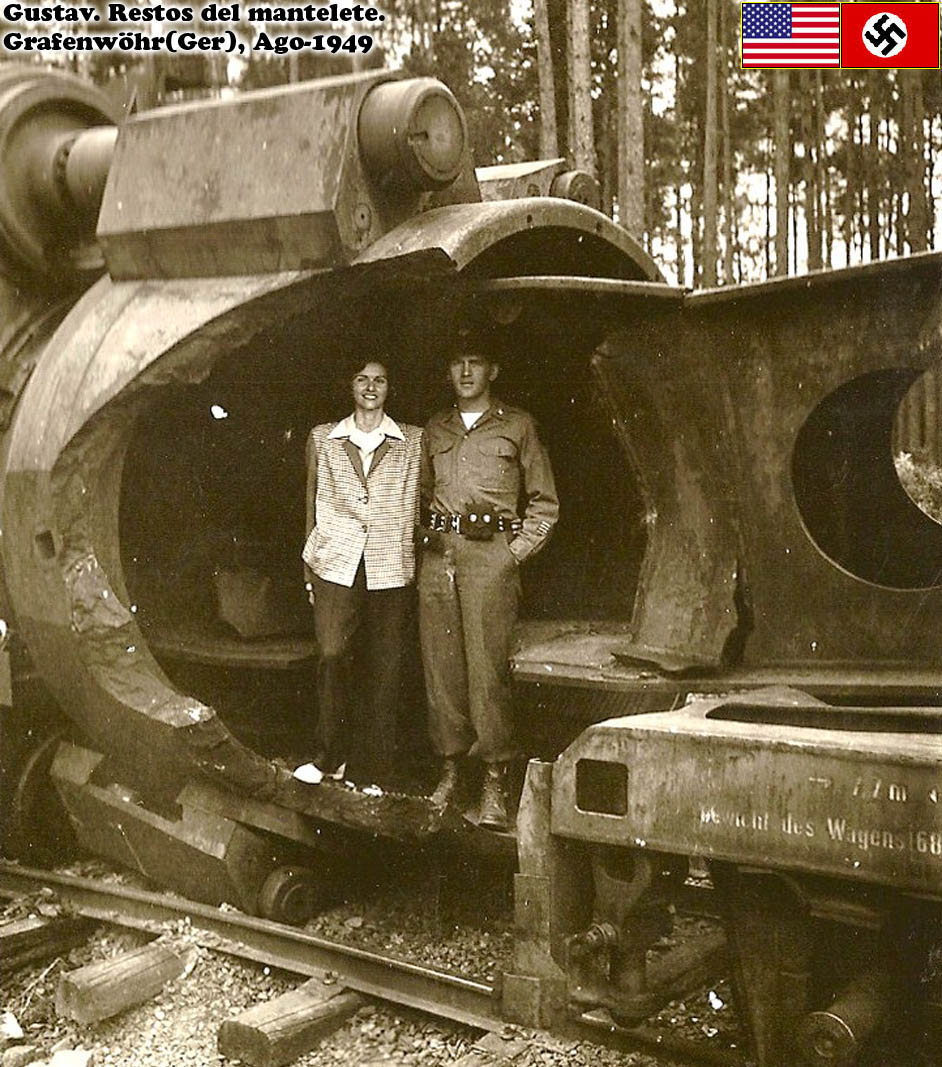
Jul-1949: Grafenwohr(Ger). El Tte.Fred Iovanella y su esposa en la recámara del cañón que ya estaba siendo cortado en pedazos para chatarra.

## Cronología reconocida en múltiples fuentes.[2][3][1]
| Cronología: | |
| ----------- | --- |
| Ene-1937:   | Planos del Gustav completados |
| Jun-1937    | Comienza la construcción. |
| Dic-1939    | 1º construido. Pruebas balísticas del cañón en Hillersleben(Ger). Perfora: 7m hormigón + 1m de acero. |
| Jun-1940    | Fin de las pruebas. |
| Ene-1941    | Rugenwalde(Pol). Krupp y Hitler en las pruebas operativas. Ordenadas dos armas. |
| Feb-1941:   | Primer objetivo teórico: Gibraltar. Desestimado por la negativa de Franco a colaborar con Hitler tras la reunión de Hendaya.                                                                                                  |
| 10-Sep-1941 | Primero probado en Hillersleben(Ger) sin completar. |
| Oct-1941    | Comienzo del sitio de Sevastopol. |
| Nov-1941    | Pruebas en Rugenwalde(Pol) del primer cañón: 8 pruebas con proyectil perforante(AP) y de ferrocarril ancho (vía española para atacar Gibraltar).                                                                              |
| Feb-1942    | El 672ºBat.Art(E) recibe al Gustav en Rugenwalde(Pol). Gibraltar ya no es objetivo. Se desplaza a Crimea. |
| Mar-1942    | Llega el tren al Istmo de Perekop. esperando hasta abril. |
| 18-Feb-1942 | Sevastopol: 672º Batallón de Artillería: Schwerer Gustav y 833.º Batallón de Morteros Pesados: 3 Karl-Gerät (Thor, Odin y un 3º desconocido).                                                                                 |
| 25-Abr-1942 | Llega a Simferopol(Rus), objetivo inicial. La lucha en Kertsch y posterior retirada imposibilita su despliegue. |
| Abr-1942    | Llega a Bachtschisarai, junto a Sevastopol. La trinchera curva de ubicación ya ha sido construida. |
| 5-Jun-1942  | Dispara 8 proyectiles a los cañones costeros (¿Bateria Gorkii?). 6 proyectiles sobre el Fuerte Stalin. |
| 6-Jun-1942  | 6 proyectiles sobre el fuerte Molotov. 9 proyectiles sobre White Cliff (Escollera blanca, Bahía de Severnaya) arrasan el depósito de munición subterráneo. (Información documentada en los partes de guerra de la Wehrmatch). |
| 7-Jun-1942  | 7 proyectiles sobre Südwestspitze(Cima del SO), una fortificación periférica. Posiblemente dispara contra depósitos de munición, sin efecto.                                                                                  |
| 8-Jun-1945  | Parada para mantenimiento. |
| 11-Jun-1942 | 5 proyectiles destruyen el Fuerte Siberia. Luego para hasta el 17-Jun. |
| 17-Jun-1942 | 5 últimos proyectiles sobre la batería Maxim Gorky( 1 destruida y 2 dañadas) y las baterías costeras anejas. |
| 4-Jul-1942  | Fin del sitio de Sevastopol. 47 disparos |
| 5-Jul-1942  | El tubo del cañón con 250 disparos(durante pruebas y combate) es enviado a la Krupp(Essen) para recubrir y se monta uno de reemplazo.                                                                                         |
| Jul-1942    | Trasladado de Bachtschisarai a Taizy(a 30Km de Leningrado). Se cancela el ataque. Para el invierno del 42/43 en Leningrado.                                                                                                   |
| 1-Ago-1942  | Levantamiento de Varsovia: Es aplastado antes de que pueda ser emplazado. |
| Ago-1942    | Dora: Desplegado a 15Km. Stalingrado. |
| 13-Sep-1942 | Dora: Listo para disparar, es retirado ante el cerco ruso. |
| 21-Dic-1942 | Dora llega a la Batalla de Novgorod |
| Mar-1943    | Gustav: Tres disparos de prueba en Rugenwalde. |
| 1-Jun-1943  | Dora: Retirado de Novgorod sin haber abierto fuego |
| Mar-1945    | Dora: Llevado a Grafenwöhr(Ger) |
| 14-Abr-1945 | Auerbach(G), Destruido un día antes de la llegada de los americanos. No hay constancia de si se trataba del "Gustav" o de piezas de repuesto para el mismo.                                                                   |
| 19-Abr-1945 | Dora: Volado en Grafenwöhr(Ger). |
| 22-Abr-1945 | Restos del Gustav descubiertos en el bosque de Auerbach(G). Hay una grabación de cine mostrando las imágenes. |
| Jul-1945    | Gustav: Estudiados por técnicos rusos. |
| Oct-1945    | Gustav llevado a Merseburg(Ger) según referencias de documentción rusa. Última referencia de él. |
| Jul-1949    | Grafenwohr(Ger). El Tte.Fred Iovanella y su esposa se hacen una foto en la recámara del cañón que estaba siendo cortado en pedazos para chatarra.                                                                             |
| 1950        | Dora: Sus restos chatarreados. |